# Ruben Östlund
Claes Olle Ruben Östlund, född 13 april 1974 i Styrsö församling i Göteborgs och Bohus län, är en svensk filmregissör och manusförfattare. Han har även arbetat som filmfotograf och klippare på flera filmer, däribland några av sina egna. 
Östlund är en av Sveriges mest framgångsrika nu verksamma filmregissörer. Vid Filmfestivalen i Cannes 2017 tilldelades hans film The Square festivalens finaste pris Guldpalmen och 2022 vann han återigen en Guldpalm, denna gång för Triangle of Sadness.

## Biografi

### Bakgrund och tidig karriär
Ruben Östlund är uppvuxen på Styrsö i Göteborgs skärgård tillsammans med sin mamma. Efter gymnasiet började han arbeta i olika skidorter i Alperna under vintersäsongerna. Där började han filma sina vänners skidstunts och blev så småningom så pass bra att han fick arbete på ett produktionsbolag.
Mellan 1993 och 1998 spelade han in skidfilmer under vinterhalvåret i italienska alperna, Kanada och Val d’Isère. Filmerna klipptes på sommaren och hade sedan premiär på hösten. Bland annat uppmärksammades hans filmer Addicted (1993) och Free Radicals (1996).
1998 började Östlund den treåriga utbildningen i filmregi på Högskolan för Fotografi och Film i Göteborg. Som del av utbildningen gjorde Östlund Låt dom andra sköta kärleken, som 2002 nominerades till en Guldbagge i kategorin bästa dokumentärfilm. Som examensarbete gjorde Östlund Familj igen, i vilken han återförenar sina föräldrar, som då varit skilda i 23 år. Den 59 minuter långa dokumentärfilmen innehåller endast 21 klipp.

### Långfilmer
Gitarrmongot (2004) är hans debut som spelfilmsregissör i det längre formatet. I en tablåmässig inramning arbetar Östlund återigen med ett fåtal klipp. Filmen är en studie i undertryckta känslor och vi får bland annat se på när ungdomar hissar cyklar i lyktstolpar, kastar cyklar i sjön och sparkar på lyktstolpar. Filmen fick ett blandat mottagande, 5/6 av Svenska Dagbladet och 2/5 av Aftonbladet. Den nominerades till Nordiska rådets filmpris.
Östlunds film De ofrivilliga blev hans genombrott nationellt och internationellt och är en komisk tragedi om gruppens påverkan över individen och har skördat framgångar världen över. Filmen hade premiär i Cannes 2008, där den tävlade i avdelningen Un certain regard. 
Hans tredje långfilm Play hade världspremiär vid Filmfestivalen i Cannes 2011, i sektionen Directors Fortnight. Play handlar om fem svarta killar som rånar vita pojkar genom att gillra en retorisk fälla, det så kallade brorsantricket. Filmen väckte debatt och bland annat skrev författaren Jonas Hassen Khemiri en artikel med rubriken 47 anledningar till att jag grät när jag såg Ruben Östlunds film ’Play’ i Dagens Nyheter där han bland annat menar att filmen är rasistisk.
Ruben Östlunds fjärde långfilm Turist spelades in våren 2013 med världspremiär på Cannes filmfestival maj 2014 och svensk biopremiär hösten 2014. Östlund sade på förhand att ett av målen med filmen var att göra den mest spektakulära lavinscenen i filmhistorien. Filmen fick ett gott mottagande och vann bland annat Juryns pris i Un Certain Regard, Cannes filmfestival 2014, sex Guldbaggar och utsågs till Sveriges bidrag till Oscarsgalan.
Östlunds femte långfilm The Square hade premiär på Filmfestivalen i Cannes 2017 där den vann Guldpalmen. Det var den första svenska filmen på 17 år som deltog i tävlingen och 66 år sedan en svensk film senast vann priset. I filmen medverkar bland andra Claes Bang, Elisabeth Moss och Dominic West. The Square är en mediesatirisk moralstudie som utspelar sig i konstvärlden. Inför premiären sa Östlund att filmen är den bästa han gjort.
Fem år efter The Squares premiär kom samtidssatiren Triangle of Sadness 2022 som även den vann Guldpalmen på Filmfestivalen i Cannes. Filmen har sin utgångspunkt i modevärlden och huvudrollerna spelas av Harris Dickinson och Charlbi Dean, och med Woody Harrelson i en bärande roll.
Vid presskonferensen på Cannesfestivalen 2022 berättade han att han arbetar på ett manus där Woody Harrelson var tänkt i huvudrollen. Den har arbetsnamnet The Entertainment System is Down, och ska vara en katastroffilm. Enligt första manusutkastet utspelar den sig på långflygning där underhållningssystemet går sönder. Passagerarna kan inte hantera kravet på stillasittande och deras eskalerande upprördhet leder till att planet kraschar och alla passagerares död. Inspelningarna påbörjades i januari 2025 och den har beräknad premiär hösten 2026.
Han var juryns ordförande vid Filmfestivalen i Cannes 2023.

### Kortfilmer
Östlund har även gjort kortfilmen Scen nr: 6882 ur mitt liv som nominerades till en Guldbagge 2006. Den fick även pris på den Internationella kortfilmsfestivalen i Hamburg 2005 samt ett specialpris vid Odense Film Festival samma år. Våren 2006 regisserade Ruben Östlund Nattbad, en av de fyra kortfilmerna i kampanjen Knark är bajs. Filmen på tre minuter innehöll endast tre klipp och visades på MTV under sommaren 2006. Östlund har även regisserat musikvideon Down in black med svenska heavy metal-bandet Mustasch (band).

### Debatt
2004 kritiserade Ruben Östlund öppet fördelningen av filmstödet och fick debattera i SVT:s Debatt mot Aftonbladets Jan-Olov Andersson och Svenska Filminstitutets dåvarande VD, Åse Kleveland.

### Privatliv
Ruben Östlund har varit gift med regissören Andrea Östlund som han lärde känna på Filmhögskolan i Göteborg. År 2002 föddes parets tvillingdöttrar, och år 2007 skilde de sig. Han hade under en period en relation med regissören Katja Wik. Sedan 2017 är han i en relation med tyska modefotografen Syna Görcz, och 2021 föddes parets son.

## Utmärkelser
De ofrivilliga (2008) blev belönad för bästa manus och publikpriset Star Audience Award vid Stockholms filmfestival. De ofrivilliga var också Sveriges bidrag till Oscar-kategorin bästa icke-engelskspråkiga film.
Ruben Östlund vann Guldbjörnen i kategorin kortfilm med filmen Händelse vid bank (2009) vid Filmfestivalen i Berlin 2010.
Play (2011) tilldelades priset "Coup de Coeur", en utmärkelse som går till Cannesfestivalledningens favoritfilm.
2012 vann Östlund en Guldbagge för Bästa regi för sitt arbete med Play.
2015 tilldelades Östlund Svenska Filmkritikerförbundets pris Greta för filmen Turist (2014). 2015 vann Turist även sex Guldbaggar på Guldbaggegalan, vilket är rekord för en film att vinna så många. Filmen var nominerad till nio Guldbaggar, och vann för bästa film, bästa regi, bästa manus, bästa manliga huvudroll, bästa foto samt bästa klippning, vilket innebar tre personliga Guldbaggar till Östlund. Han tilldelades 2015 Västra Götalandsregionens kulturpris.
Han erhöll 2020 H.M. Konungens medalj i guld av 8:e storleken för betydande insatser inom svensk film.
Östlund vann i kategorin Bästa regi på Guldbaggegalan 2023 för Triangle of Sadness. Filmen vann ytterligare fem kategorier. Inför Oscarsgalan 2023 nominerades Triangle of Sadness till Bästa film och Östlund nominerades i kategorierna Bästa regi och Bästa originalmanus.

### Lista över utmärkelser
- Guldbjörnen för bästa kortfilm, för Händelse vid bank,  2010
- Guldbaggen för bästa regi, för Play,  2011[25]
- Nordiska rådets filmpris, för Play, med  Erik Hemmendorff,  2012[26]
- Guldbaggen för bästa regi, för Turist,  2014[27]
- Guldbaggen för bästa manuskript, för Turist,  2014[28]
- Svenska Filmkritikerförbundets pris, för Turist,  2015
- Västra Götalandsregionens kulturpris,  2015
- Guldpalmen, för The Square,  2017
- Europeiska filmpriset för bästa film, för The Square, med  Erik Hemmendorff och Philippe Bober,  2017[29]
- Guldbaggen för bästa regi, för The Square,  2017[30]
- Europeiska filmpriset för bästa manusförfattare, för The Square,  2017[29]
- Europeiska filmpriset för bästa regi, för The Square,  2017[29]
- Europeiska filmpriset för bästa komedi, för The Square, med  Erik Hemmendorff och Philippe Bober,  2017[29]
- Guldbaggen för bästa regi, för The Square,  2018
- Hans Majestät Konungens medalj,  2020
- Guldpalmen, för Triangle of Sadness,  2022
- Europeiska filmpriset för bästa film, för Triangle of Sadness, med  Erik Hemmendorff och Philippe Bober,  2022[31]
- Europeiska filmpriset för bästa regi, för Triangle of Sadness,  2022[31]
- Europeiska filmpriset för bästa manusförfattare, för Triangle of Sadness,  2022[31]
- Guldbaggen för bästa regi, för Triangle of Sadness,  2023

[Redigera Wikidata]

## Filmografi
- 2001 – Låt dom andra sköta kärleken (kortfilm)
- 2002 – Familj igen (kortfilm)
- 2004 – Gitarrmongot
- 2005 – Scen nr: 6882 ur mitt liv (kortfilm)
- 2006 – Nattbad (kortfilm)
- 2008 – De ofrivilliga
- 2009 – Händelse vid bank (kortfilm)
- 2011 – Play
- 2014 – Turist
- 2017 – The Square
- 2022 – Triangle of Sadness
- 2026 – The Entertainment System is Down